# Oer-Erkenschwick
Oer-Erkenschwick település Németországban, azon belül Észak-Rajna-Vesztfália tartományban. Lakosainak száma 31 918 fő (2023. december 31.).

## Népesség
A település népességének változása:
| Lakosok száma | 25 298 | 31 378 | 31 442 | 31 395 | 31 838 | 31 918 |
|               | 1975   | 2017   | 2019   | 2021   | 2022   | 2023   |